# Herb powiatu kłodzkiego

Herb hrabstwa kłodzkiego

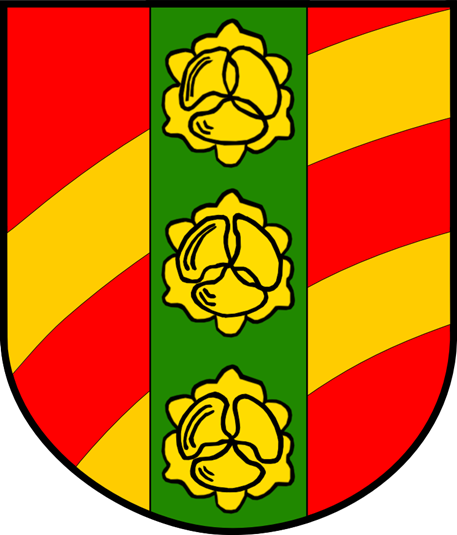
Przedwojenny herb powiatu

Herb powiatu kłodzkiego – jeden z symboli powiatu kłodzkiego, ustanowiony 28 marca 2000.

## Wygląd i symbolika
Herb przedstawia na tarczy gotyckiej naprzemiennie czerwone i złote pasy od lewej bocznicy w skos w prawą stronę. Jest to współczesna stylizacja herbu hrabstwa kłodzkiego nadanego w 1462 roku przez czeskiego króla Jerzego z Podiebradów.